# Key Largo (película)
Key Largo (en España, Cayo Largo; en Venezuela, Huracán de pasiones) es una película estadounidense de 1948 coescrita y dirigida por John Huston, y protagonizada por Humphrey Bogart, Edward G. Robinson, Lauren Bacall, Lionel Barrymore y Claire Trevor. Está basada en la obra de teatro homónima de Maxwell Anderson, estrenada en Broadway el 27 de noviembre de 1939.
Key Largo fue la cuarta y última película que mostraba a la pareja de actores casados Bogart y Bacall, después de Tener y no tener (1944), The Big Sleep (1946) y La senda tenebrosa (1947). 

## Sinopsis
La película narra la violenta estancia de un grupo de gánsteres retenidos en un hotel de la costa de Florida por una fuerte tormenta. Allí el "rey de los gánsters", Johnny Rocco (Edward G. Robinson), se oculta haciéndose el amo del lugar y reteniendo a punta de pistola a Nora Temple (Lauren Bacall), dueña del hotel, a su suegro inválido (Lionel Barrymore) y al veterano de guerra Frank McCloud (Humphrey Bogart). Con Rocco, está su novia (Claire Trevor), que es una cantante en época de decadencia.
McCloud es el único hombre capaz de hacer frente al beligerante Rocco. Pero la realidad del mundo después de la guerra ha hecho que el desilusionado exoficial del ejército haya perdido las ganas de luchar.

## Trama
El veterano del ejército estadounidense Frank McCloud llega al Hotel Largo en Key Largo, Florida, para visitar a la familia de George Temple, un amigo que sirvió bajo su mando y murió varios años antes en la campaña italiana en la Segunda Guerra Mundial. Se reúne con la viuda y padre su amigo, Nora Temple y su suegro James, propietario del hotel. Como la temporada de vacaciones de invierno ha terminado y se acerca un huracán, el hotel solo tiene seis huéspedes: el elegante Toots, el grosero Curly, el impasible Ralph, el sirviente Angel, la atractiva pero envejecida alcohólica Gaye Dawn y un sexto hombre que permanece recluido en su habitación. Los visitantes afirman estar en los Cayos de Florida para pescar.
Frank les cuenta a Nora y James sobre el heroísmo de George bajo fuego y comparte algunos pequeños y preciados detalles de los que George había hablado. Nora y su suegro parecen estar encantados con Frank, afirmando que George lo mencionaba con frecuencia en sus cartas.
Mientras preparan el hotel para el huracán, los tres son interrumpidos por el sheriff Ben Wade y su ayudante Sawyer. Están buscando a los hermanos Osceola, un par de indios americanos fugitivos. Poco después de que la policía se vaya, los seminolas locales buscan refugio del huracán en el hotel, entre ellos los hermanos Osceola.
A medida que se acerca la tormenta, Curly, Ralph, Angel y Toots sacan armas y toman a los Temple y Frank como rehenes. Explican que el sexto miembro solitario de su grupo es el notorio gánster Johnny Rocco, que fue exiliado a Cuba algunos años antes. Rocco está esperando que lleguen sus contactos de Miami para cerrar un trato. La pandilla descubre al ayudante Sawyer mirando a su alrededor y lo capturan. Se produce un tenso enfrentamiento. Frank se niega a batirse a duelo con Rocco, afirmando que cree en la autopreservación por encima del heroísmo y que "un Rocco más o menos no vale la pena morir por él". Rocco le dispara a Sawyer, y mientras la tormenta se acerca los hombres de Rocco sacan el cuerpo de Sawyer en un bote de remos para enterrarlo en el mar. 
Mientras la tormenta arrecia afuera, Rocco obliga a su exnovia alcohólica, Gaye, a cantar para merecer una bebida, pero la degrada diciendo que no se la merece. En contraste, Frank le da cortésmente la bebida prometida e ignora las bofetadas de reproche que le da Rocco. Nora entiende que el heroísmo de Frank es comparable al de su esposo, quien fue asesinado en Monte Cassino, en Italia. El señor Temple invita a Frank a vivir con ellos en el hotel, una perspectiva que intriga a Nora.
La tormenta finalmente amaina. El sheriff Wade regresa en busca del ayudante Sawyer y descubre su cuerpo arrastrado por la tormenta en la entrada del hotel. Rocco sale y convence al Sheriff Wade de que los hermanos Osceola son responsables de la muerte de Sawyer. Wade los confronta y los mata a ambos antes de irse con el cuerpo de Sawyer. El contacto de Rocco, Ziggy, llega para comprar una gran cantidad de dinero falso. Rocco luego obliga a Frank, que es un marinero experto, a llevar a él y a sus secuaces de regreso a Cuba en el pequeño barco del hotel. Mientras la pandilla se prepara para abordar el barco, Gaye roba el arma de Rocco y se la pasa encubiertamente a Frank.
En el Estrecho de Florida, Frank usa su habilidad marinera, engaños, y el arma robada para matar a los miembros de la pandilla uno por uno. Luego regresa a Key Largo, mientras hace llamadas por radio para pedir ayuda a la Guardia Costera de los Estados Unidos y para enviar un mensaje al hotel. Mientras tanto, Gaye le dice a Wade que Rocco tiene la culpa del asesinato del agente Sawyer, quien expresa remordimiento por haber matado a los hermanos Osceloa. Wade les informa que la banda de Ziggy ha sido capturada y se va con Gaye para identificarlos.
Suena el teléfono: James y Nora están encantados de saber que Frank está de regreso sano y salvo. Nora abre las persianas para que entre el sol; Frank dirige el barco hacia la orilla.

## Reparto
- Humphrey Bogart es Frank McCloud
- Edward G. Robinson es Johnny Rocco/Howard Brown
- Lauren Bacall es Nora Temple
- Lionel Barrymore es James Temple
- Claire Trevor es Gaye Dawn
- Thomas Gomez es Richard "Curly" Hoff
- Marc Lawrence es Ziggy
- Dan Seymour es Ángel García
- Monte Blue es Sheriff Ben Wade
- William Haade es Ralph Feeney

Sin acreditar
- Jay Silverheels es John Osceola
- Rodd Redwing es Tom Osceola

## Producción
El guion fue adaptado de una obra de teatro homónima de 1939 escrita por Maxwell Anderson. En la obra, los gánsteres son bandidos mexicanos, la guerra en cuestión es la guerra civil española y McCloud es un desertor caído en desgracia que muere al final.
Robinson siempre había ocupado el primer lugar en los créditos por encima de Bogart en sus cuatro películas anteriores juntos: "Balas o papeletas" (1936), "Kid Galahad (película de 1937)" (1937), "El asombroso Dr. Clitterhouse" (1938) y "Hermano orquídea" (1940), pero la situación cambió en los créditos de esta última película en la que Bogart y Robinson trabajaron juntos. Sin embargo, en al menos un avance de la película, Robinson aparece por encima de Bogart en una lista de nombres de los actores al final del avance, y existen fotografías de Robinson apareciendo por encima de Bogart en las marquesinas de algunos cines. En la película en sí y en los carteles, el nombre de Robinson aparece entre el de Bogart y el de Bacall, pero ligeramente por encima del de los otros dos. En algunos carteles, la imagen de Robinson es sustancialmente más grande que la de Bogart, y en primer plano maltrata a Bacall mientras Bogart aparece en segundo plano.
La película se rodó principalmente en los estudios Warner Bros. de Burbank,  in order to keep costs down. La playa y el exterior del hotel se construyeron en el "backlot de Warner Bros.";   las escenas interiores se filmaron en un escenario de sonido;  y las escenas del barco se filmaron en Sound Stage 21, un enorme tanque de agua interior.  Las tomas exteriores del huracán fueron tomadas de material de archivo utilizado en Night Unto Night, un melodrama de Ronald Reagan que Warner Bros. también produjo en 1948. La filmación duró 78 días. 
El barco utilizado por la banda de Rocco para salir de Key Largo, con el personaje de Bogart al timón, se llama Santana, que también era el nombre del yate de vela personal de Bogart de 55 pies (17 m). 

## Canción
Un momento culminante de la película llega cuando la exnovia alcohólica de Robinson, Gaye Dawn (Claire Trevor), se ve obligada a cantar una canción "a capela" antes de que él le permita beber algo. Trevor estaba nervioso por la escena y supuso que ella estaría haciendo playback de la voz de otra persona. Ella insistió al director Huston para que ensayara la canción, pero él la desanimó y le dijo "hay mucho tiempo". Una tarde, le dijo que filmarían la escena en ese momento, sin ningún ensayo. Le dieron la nota inicial de un piano y luego cantó frente al resto del elenco y el equipo. Fue esta cruda toma la que se utilizó en la película.  La canción era "Moanin' Low", compuesta por Ralph Rainger con letra de Howard Dietz, presentada en Broadway en la revista de 1929 The Little Show de Libby Holman. Se convirtió en un éxito y fue la canción insignia de Holman.
El autor Philip Furia, cuyos libros se centran en los letristas de la era de Tin Pan Alley, escribe que la canción trata sobre una mujer que está atrapada en una relación con un hombre cruel, y Gaye lentamente se da cuenta mientras canta de que ella misma está en esa misma situación. Sugiere que la actuación de Trevor en el papel se desmorona lentamente durante la canción; "su voz flaquea y canta desafinada". Después de la canción, Bogart le sirve una bebida y le dice: "te lo mereces". "Es un uso maravilloso de una canción en una película no musical", según Furia. También sugiere que Trevor ganó el premio de la Academia "basándose únicamente, creo, en esa actuación". 

## Taquilla
Según los registros de Warner Bros., la película recaudó 3.219.000 dólares en Estados Unidos y 1.150.000 dólares en el extranjero. 

## Reconocimientos
El American Film Institute nominó en el 2003 al personaje de Johnny Rocco para la lista 100 años DE AFI... 100 héroes y villanos, y en el 2008 a la película al AFI's 10 Top 10 en la categoría de "películas de gánsteres".

### Premios Óscar
Claire Trevor, quien interpretó a la excantante alcohólica Gaye Dawn, recibió el premio Óscar a mejor actriz de reparto en la 21.ª ceremonia de los Premios Óscar.

## Premios y honores
| Premio                                                                                  | Categoría                                      | Persona                                        | Resultado |
| --------------------------------------------------------------------------------------- | ---------------------------------------------- | ---------------------------------------------- | --------- |
| Premios Oscar (Academy Awards)                                                          | Mejor Actriz de Reparto                        | Claire Trevor                                  | Ganadora  |
| Premios del Sindicato de Escritores de Estados Unidos (Writers Guild of America Awards) | Mejor Escrito Drama Estadounidense             | Richard Brooks and John Huston                 | Nominado  |
| AFI (American Film Institute)                                                           | Lista de las 10 mejores películas de gánsteres | Lista de las 10 mejores películas de gánsteres | Incluido  |